# Zömök fésűsbagoly
A zömök fésűsbagoly (Brachionycha nubeculosa), a rovarok (Insecta) osztályának a lepkék (Lepidoptera) rendjéhez, ezen belül a bagolylepkefélék (Noctuidae) családjához tartozó faj.

## Elterjedése
Közép- és Észak-Európában, Oroszországban, Szibériában és Kínában figyelték meg, Dél-Európában csak néhány hegyvidéki területen. A nedves, hideg-mérsékelt övi erdőket, vegyes erdőket, erdős völgyeket, folyók és a patak ártereket kedveli.

## Megjelenése
- Lepke: A szárny fesztávolsága körülbelül 45–60 mm, az első szárnyak színe sötét hamuszürkétől a barnás szürkéig változhat, apró fekete foltokkal és szegéllyel tarkítottak.
- Pete: gömbölyű, lapított, sötét vöröses barna, kék-szürke pontokkal.
- Hernyó: zöld és sárga hátvonalú
- Báb: bőrszerű, hosszú, szár alakú

## Életmódja
- nemzedék: egy nemzedéke van évente, márciusban, áprilisban rajzik.
- hernyók tápnövényei: az éger, nyír, hárs, bükk, gyertyán, szil, fűz, nyár, szilva és kökény.

## Fordítás
- Ez a szócikk részben vagy egészben  a   Frühlings-Rauhaareule című német Wikipédia-szócikk fordításán alapul.  Az eredeti cikk szerkesztőit annak laptörténete sorolja fel. Ez a jelzés csupán a megfogalmazás eredetét és a szerzői jogokat jelzi, nem szolgál a cikkben szereplő információk forrásmegjelöléseként.